# Heavens to Betsy
Heavens to Betsy est un groupe de punk rock indépendant américain, originaire d'Olympia, dans l'État de Washington. Formé en 1991, il fait partie du mouvement do it yourself des riot grrrl au sein de la scène punk rock underground du début des années 1990, et est le premier groupe de Corin Tucker, chanteuse et guitariste de Sleater-Kinney.

## Biographie
Le groupe rassemble deux étudiantes de l'Evergreen State College : Tracey Sawyer à la batterie et parfois à la basse, ainsi que Corin Tucker à la guitare et au chant. Elles font une de leurs premières apparitions scéniques à la convention International Pop Underground organisée par le label indépendant K Records en 1991, où la scène est réservée un soir à une programmation exclusivement féminine intitulée Love Rock Revolution Girl Style Now. Heavens to Betsy y joue en compagnie de Bratmobile, Jean Smith (en) de Mecca Normal (en) et 7 Year Bitch. Cet évènement est globalement considéré comme crucial dans la création du mouvement riot grrrl. 
Leur premier enregistrement, un split avec Bratmobile sort sur K Records, est perçu comme un disque riot grrrl essentiel. Le groupe a enregistré trois singles et produit un album, Calculated, et contribue à de nombreuses compilations durant leur période d'activité. Une de ces compilations, Free to Fight (en), comprenait une chanson du groupe Excuse 17 dont Carrie Brownstein fait partie. Corin et Carrie commencent à jouer ensemble, et à la séparation d'Heavens to Betsy au milieu des années 1990, elles fondent Sleater-Kinney.